# Federal Correctional Complex, Victorville
Federal Correctional Complex, Victorville (FCC Victorville) är ett federalt fängelsekomplex för manliga och kvinnliga intagna och är belägen i Victorville, Kalifornien i USA. Den är underställt den federala fängelsemyndigheten Federal Bureau of Prisons sedan 2004 när FCC Victorville inrättades på en del av den gamla militära flygplatsen George Air Force Base.
Komplexet består av:
- United States Penitentiary, Victorville – Fängelse med hög säkerhet och har 987 intagna.[1]
- Federal Correctional Institution, Victorville – Två mansfängelser med medel säkerhet och ett kvinnofängelse med den federala säkerhetsnivån för öppen anstalt. De tre har tillsammans totalt 2 937 intagna.[2][3]